# Nordihydrocapsaïcine
La nordihydrocapsaïcine est un capsaïcinoïde, analogue et congénère de la capsaïcine dans les piments (Capsicum).

## Propriétés
Comme la capsaïcine, c'est un irritant. La nordihydrocapsaïcine compte pour environ 7 % du mélange total de capsaïcinoïdes et a environ la moitié du goût piquant de la capsaïcine. La nordihydrocapsaïcine pure est un composé lipophile incolore, inodore, de consistance cristalline à cireuse. Sur l'échelle de Scoville, elle est évaluée à 9 100 000 unités de chaleur de Scoville, nettement plus que le gaz poivre.